# Буковецький перевал

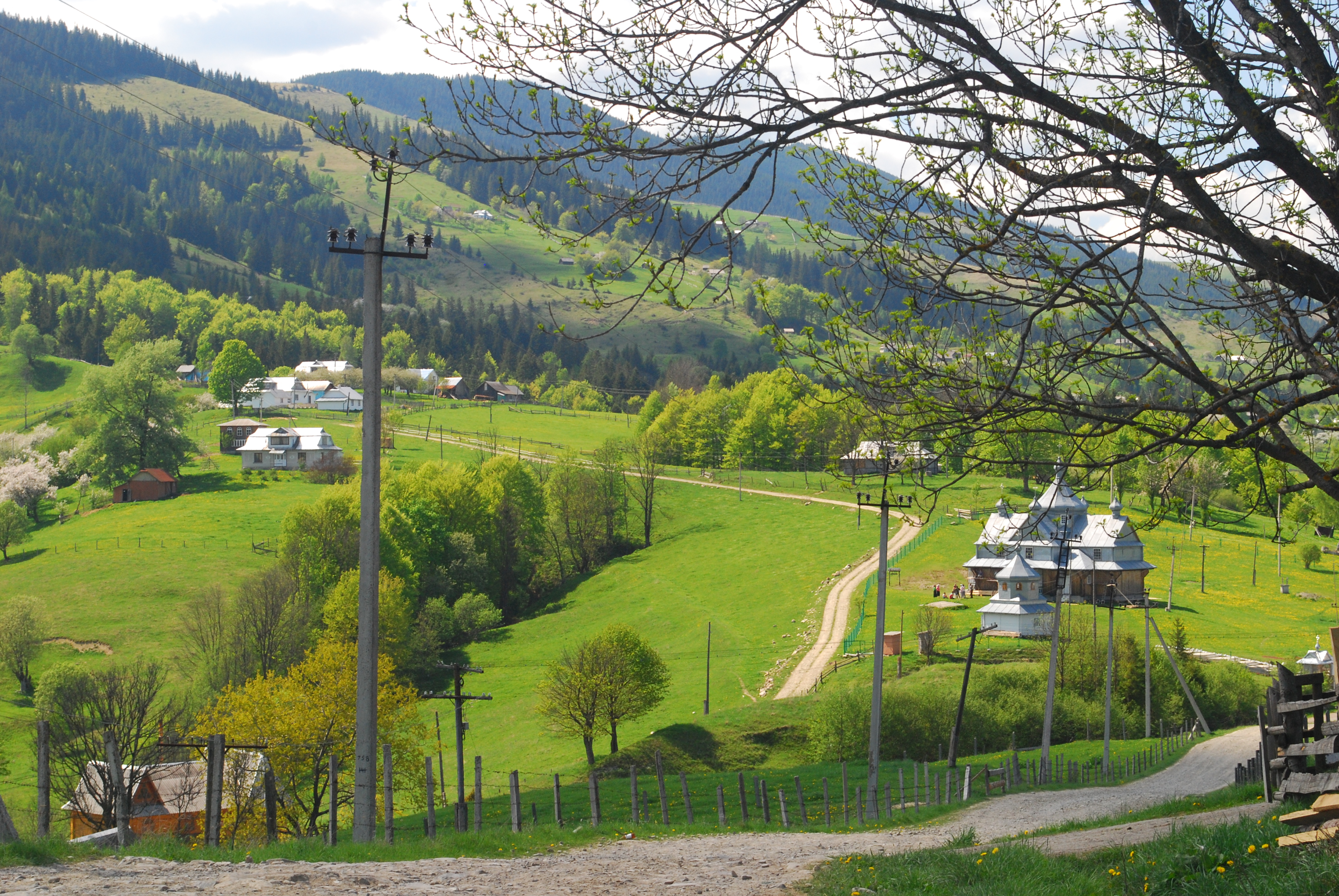
Біля перевалу

Бу́ковецький перевал — гірський перевал у Покутсько-Буковинських Карпатах. Розташований у Верховинському районі Івано-Франківської області, в межах села Буковець (звідси й назва), на вододілі річок Рибниці та Чорного Черемошу.
Висота 810,3 м (за іншими даними — 835 м). Схили порівняно пологі, слабо заліснені, переважають луки. Перевалом проходить автошлях Р24: Косів — Верховина.
На перевалі бере початок пішохідний маршрут до місцевої пам'ятки природи — скель Писаний Камінь, а також на хребет Ігрець із вершиною Ігрець (1311 м) та Буковецький водоспад.
Найближчі населені пункти: с. Буковець, с. Черетів, с. Криворівня, с. Яворів (Косівський район)